# Companhia de Navegação a Vapor do Parnaíba
A Companhia de Navegação a Vapor do Parnaíba (CNVP) foi fundada em  4 de outubro de 1858, no governo de João José de Oliveira Junqueira Júnior (1857-1858), tendo sido aprovados os seus estatutos pelo Decreto Imperial no. 2.974, de 16 de setembro de 1862. Porém, antes mesmo dessa aprovação, em 24 de novembro de 1861, o governo da Província do Piauí já havia contratado, para os primeiros 18 meses de seu funcionamento, o serviço regular de navegação a vapor no Rio Parnaíba, entre as cidades de Teresina (Capital) e de Parnaíba, que se iniciou com o vapor S.S. Uruçuí, com paradas em União e Repartição (Luzilândia).
Em 1908, a CNVP fazia quatro viagens regulares mensais entre Teresina e Parnaíba (nos dias 5, 12, 20 e 28),  duas viagens entre Teresina e Floriano (nos dias 7 e 22), além de viagens entre Parnaíba e  Tutóia, em combinação com as da Companhia de Navegação Lloyd Brasileiro naquele porto maranhense.
A empresa possuiu diversos vapores, lanchas e barcos, entre eles: S.S. Uruçuí (o primeiro a compor a frota), S.S. Teresinense (que em 14 de julho de 1906 conduziu o Presidente da República Afonso Augusto Moreira Pena de Teresina a Tutóia), S.S. Parnaíba, S.S. Piauhy, S.S. Igaraçu, S.S. Santo Estevão, S.S. Amarante, S.S. Conselheiro Junqueira, S.S. Conselheiro Paranaguá; a lancha Poti; as barcas Boa Esperança, Canavieiras, União, Leviatã e Tutóia.
Em 1914, faziam parte da frota os seguintes vapores: S.S. Barão de Uruçuí, T.S.S. Christino Cruz (o único da frota, até então, a vir navegando pelo Oceano Atlântico da Inglaterra, onde foi fabricado, para o Brasil), S.S. Igaraçu, S.S. João Castro, S.S. Piauhy, S.S. Teresinense, S.S. Marquês de Paranaguá e S.S. Senador Cruz. A companhia tinha, então, como sócio-proprietário e diretor, o empresário exportador José Mentor Guilherme de Mello, cujas exportações contribuíram de forma significativa, nesse período, para que o estado do Piauí alcançasse a sétima posição entre os estados brasileiros, em valores exportados.